# Jeffrey Dahmer
Jeffrey Lionel Dahmer (21. maj 1960 – 28. november 1994) var en amerikansk seriemorder, nekrofil og kannibal, der dræbte 17 mænd mellem 1978 og 1991. De fleste af drabene skete i perioden mellem 1989 og 1991.
Dahmer blev 22. juli 1991 arresteret ved tilfælde, da et af hans ofre, Tracy Edwards, undslap fra Dahmers lejlighed og tilkaldte politiet. Da politiet ransagede hans lejlighed (lgh 213 i Oxford Apartments i Milwaukee, Wisconsin), fandt de et menneskehoved i et køleskab og plastikposer med yderligere 3 menneskehoveder og et blodigt menneskehjerte i en fryser. I alt blev der fundet kranier, knogler og afskårne lemmer fra 11 ofre. Dahmer blev dømt 15 gange livsvarigt fængsel 17. februar 1992.

## Barndom og tidlige liv
Jeffrey Dahmer blev født i West Allis, Wisconsin,USA som søn af Lionel og Joyce Dahmer.
Hans familie flyttede kort tid efter til Bath, Ohio, hvor han gik på Revere High School. Som barn dissekerede Dahmer døde dyr, og i teenageårene var han en enspænder og alkoholiker.
Dahmer gik efter high School på Ohio State University, men droppede ud efter to semestre. Dahmers far tvang ham derefter til at melde sig i hæren, hvor han skulle have gjort tjeneste i seks år, men endte med at blive afskediget efter to år på grund af sit voldsomme drikkeri. Da hæren afskedigede Dahmer i 1981, forærede de ham en flybillet til et vilkårligt sted i landet.
Dahmer fortalte politiet, at han valgte at tage til Miami Beach, Florida, da han ikke kunne se sin far i øjnene. I Miami tilbragte han det meste af sin tid på et hospital, men blev hurtigt smidt ud for at drikke alkohol.
I 1982 flyttede Dahmer ind hos sin bedstemor i West Allis, Wisconsin, hvor han boede i seks år. I august 1982 blev han arresteret for at blotte sig selv i offentligheden. I september 1986 blev han igen anklaget for at blotte sig offentligt, da to drenge havde meldt ham for at onanere på offentlig gade. Denne gang blev han dømt til et år i fængsel, hvoraf han sad ti måneder.
Den 25. september 1988 blev han arresteret for at gøre seksuelle tilnærmelser til en 13 årig dreng af lao-afstamning i Milwaukee. Denne handling gav ham en dom på et år, hvoraf han sad ti måneder i en arbejdslejr. Han fik dog overbevist dommeren om, at han havde behov for terapi og blev derfor løsladt med en betinget dom på fire år. Han blev da påkrævet at registrere sig som sexforbryder. Kort tid derefter begyndte han den række mord, som endte med hans anholdelse i 1991.

## Mordene
I de tidlige morgentimer den 31. maj 1991 blev den 14 årige Konerak Sinthasomphone - der var lillebror til den dreng, som Dahmer havde forulempet i 1988 - fundet på gaden nøgen og under stærk indflydelse af stoffer. Rapporter om drengens skader varierer.
Dahmer fortalte politiet, at de havde haft et skænderi, at de havde drukket, og at Sinthasomphone var hans kæreste. Mod teenagerens og tilskueres protester samt et medlem af Milwaukees brandvæsen, der insisterede på, at Sinathasomphone havde brug for lægebehandling, overlod politiet ham i Dahmers varetægt. En af de to politibetjente på stedet, Joseph Gabrish, noterede, at Dahmers lejlighed lugtede af afføring, men valgte ikke at undersøge lugten nærmere. Det kom senere frem, at lugten kom fra liget af Tony Hughes - et af Dahmers tidligere ofre. Senere samme nat, som politiet overgav Sinthasomphone til Dahmer, dræbte og parterede Dahmer drengen og beholdt hans hoved som trofæ.
I sommeren 1991 myrdede Dahmer i gennemsnit en person om ugen. Han dræbte Matt Turner den 30. juni, Jeremiah Weinberger den 5. juli, Oliver Lacy den 12. juli og til sidst Joseph Brandehoft den 18. juli.
De to politibetjente, John Balcerzak og Joseph Gabrish, som den 31. maj 1991 overgav Sinthasomphone til Dahmers varetægt, blev fyret fra Milwaukee politi, da deres håndtering af sagen blev offentliggjort. De to betjente gik i retten for at anke deres fyring og blev genindsat med løn og tilbagevirkende kraft. De blev udnævnt som 'årets betjente' af politiforeningen. Balcerzak blev desuden senere valgt som formand for politiforeningen i maj 2005.

## Anholdelsen
22. juli 1991 forsøgte Dahmer at dræbe endnu et offer ved navn Tracy Edwards. Dahmer havde tilbudt Edwards $50 i bytte for at tage nøgenbilleder af ham i sin lejlighed. Dahmer forsøgte at iføre Edwards håndjern, da de trådte ind i lejligheden, men han opgav forsøget, da Edwards insisterede på, at han kun ville lade ham tage billeder uden. Dahmer truede Edward med en kniv og sagde, at han havde tænkt sig at spise hans hjerte. Edwards bad om lov til at gå på toilettet, og da han rejste sig fra sofaen, bemærkede han, at Dahmer ikke havde fat i håndjernene, hvorpå Edwards slog Dahmer i ansigtet og flygtede ud af hoveddøren.
Edwards fik alarmeret en politibil og førte politiet til Dahmers lejlighed, hvor Dahmer i første omgang var venlig over for betjentene, men blev aggressiv, da han indså, at de mistænkte ham for noget ulovligt. Mens den ene betjent sloges med Dahmer, undersøgte den anden betjent lejligheden, hvor han fandt fotografier af mordofrene og kropsdele fra ofrene - blandt andet tre afhuggede hoveder og penisser.
Historien om Dahmers anholdelse blev hurtigt berygtet.
En senere grundigere undersøgelse af lejligheden resulterede i endnu flere beviser - blandt andet flere fotografier af ofrene, kropsdele og flere hoveder blev fundet i fryseren, og et alter med menneskekranier blev fundet i hans skab. Dahmer blev beskyldt for at være nekrofil, kannibal og for at udføre en form for trepanation.
Lejlighedskomplekset, Dahmer boede i, er blevet revet ned i 1992 på grund af de alvorlige forbrydelser, Dahmer begik.

## Dom
Den første Dahmer retssag startede den 30. januar 1992 i Milwaukee, Wisconsin, og varede 2 uger. Her tilstod Dahmer sig skyldig i mord, usømmelig omgang med lig og kannibalisme, men erklærede sig selv mentalt utilregnelig. På trods af dette, var han senere erklæret tilregnelig og dømt sådan. Han fortalte, hvorledes hvordan han havde bedøvet ofrene, boret huller i deres hoveder mens de var levende, kvalt dem, haft sex med deres lig adskillige gange, skåret dem i stykker og enten spist eller gemt dele af dem til senere sexlege. Han fortalte, hvordan han havde leget med de døde kroppe, og hvordan han havde kogt kødet af deres kranier og udstillet dem i sit hjem. Juryen afsagde deres dom den 17. februar 1992, men eftersom dødsstrafen er afskaffet i delstaten Wisconsin, blev Dahmer dømt til 15 gange livsvarigt fængsel (937 år) for mordene.
3 måneder efter retssagen i Milwaukee, blev Dahmer udleveret til Ohio for at blive dømt for mordet på sit første offer, Steven Hicks. Retsmødet varede kun 45 minutter, hvor Dahmer igen tilstod sig skyldig, og blev dømt endnu en gang livsvarigt fængsel.

## Død
28. november 1994 dræbte Christopher Scarver (født 1969) Jeffrey Dahmer og Jesse Anderson med et jernrør fra en vægt i fængslets træningsrum. Scarver hævdede, at han var Guds søn og dræbte Dahmer og Anderson, da han var at følge Hans vilje. Nogen mener, at race spillede en rolle i drabene, eftersom de fleste af Dahmers ofre var sorte, mens Anderson dræbte sin kone og gav en sort mand skylden.

## Ofre
| Navn                   | Alder | Dødsdato       |
| ---------------------- | ----- | -------------- |
| Steven Hicks           | 18    | Juni 1978      |
| Steven Tuomi           | 26    | September 1987 |
| Jamie Doxtator         | 14    | Oktober 1987   |
| Richard Guerrero       | 25    | Marts 1988     |
| Anthony Sears          | 24    | Februar 1989   |
| Eddie Smith            | 36    | Juni 1990      |
| Ricky Beeks            | 27    | Juli 1990      |
| Ernest Miller          | 22    | September 1990 |
| David Thomas           | 23    | September 1990 |
| Curtis Straughter      | 19    | Februar 1991   |
| Errol Lindsey          | 19    | April 1991     |
| Tony Hughes            | 31    | 24. maj 1991   |
| Konerak Sinthasomphone | 14    | 27. maj 1991   |
| Matt Turner            | 20    | 30. juni 1991  |
| Jeremiah Weinberger    | 23    | 5. juli 1991   |
| Oliver Lacy            | 23    | 12. juli 1991  |
| Joseph Bradeholt       | 25    | 19. juli 1991  |

## Moderne kultur

### Film og TV-serier
- Jeffrey Dahmer: The Secret Life fra 1993.
- Dahmer fra 2002.

- Netflix serien Dahmer fra 2022.
- Law & Order: Criminal Intent episoden "Want" er baseret på Jeffrey Dahmer. Episoden, skrevet af Elizabeth Benjamin og René Balcer, vandt i 2005 en Edgar Award for Best Television Episode Teleplay (bedste tv-episode manuskript).
- Tegneserien My Friend Dahmer, af den alternative tegneserietegner Derf, er en erindring af forfatterens personlige teenagevenskab med Dahmer. De gik begge i den samme klasse på Revere High School i Bath, Ohio i USA. Tegneserien er senere blevet filmatiseret med samme titel.

### Musik
- Det amerikanske death metal band Macabre, har lavet mange sange om Dahmer og udgav et konceptalbum baseret på hans liv, ved navn Dahmer i 2000.
- Det amerikanske thrash metal band Slayer skrev sangen med titlen "213", nummeret på Dahmers lejlighed. Sangen fokuserer på at beskrive den grusomme skæbne ofrene tilegnede sig gennem Dahmers øjne.
- Den amerikanske sangerinde Katy Perry skrev sangen med titlen "Dark Horse"[13], hvor der i teksten refereres til at Jeffrey Dahmer spiser hjerter - "She eats your heart out like Jeffrey Dahmer (whoa!)"

### Bøger
- Joyce Carol Oates roman Zombie var baseret på Dahmers liv.[14]